# Neosparassus punctatus
Neosparassus punctatus là một loài nhện trong họ Sparassidae.
Loài này thuộc chi Neosparassus. Neosparassus punctatus được Ludwig Carl Christian Koch miêu tả năm 1865.